# Wallburg (Eltmann)
Die Wallburg ist eine Ruine einer Spornburg auf einem 311,5 m ü. NN hohen Ausläufer des Steigerwaldes südlich von Eltmann im Landkreis Haßberge in Unterfranken. Von der ehemaligen Amtsburg des Hochstiftes Würzburg haben sich Geländespuren und der Bergfried erhalten.

## Geschichte
Der seit 1303 bezeugte Name Wallburg deutet auf eine frühgeschichtliche oder frühmittelalterliche Wallanlage hin. Die hochmittelalterliche Burg nutzt nahezu das gesamte Plateau (ca. 50 × 50 Meter) innerhalb des Ringwalls, dessen tiefer, später ausgemauerter Graben Schutz bot.
1316 musste das Hochstift Würzburg die Wallburg an Dietrich von Hohenberg verpfänden. 1363 kam es zu einer erneuten Verpfändung an drei Herren aus dem Geschlecht der Fuchs. Dietrich Fuchs konnte die Anlage 1404 vollständig erwerben. Das Hochstift sicherte sich das Rückkaufsrecht, so dass die Burg 1477 wieder an Würzburg zurückfiel.

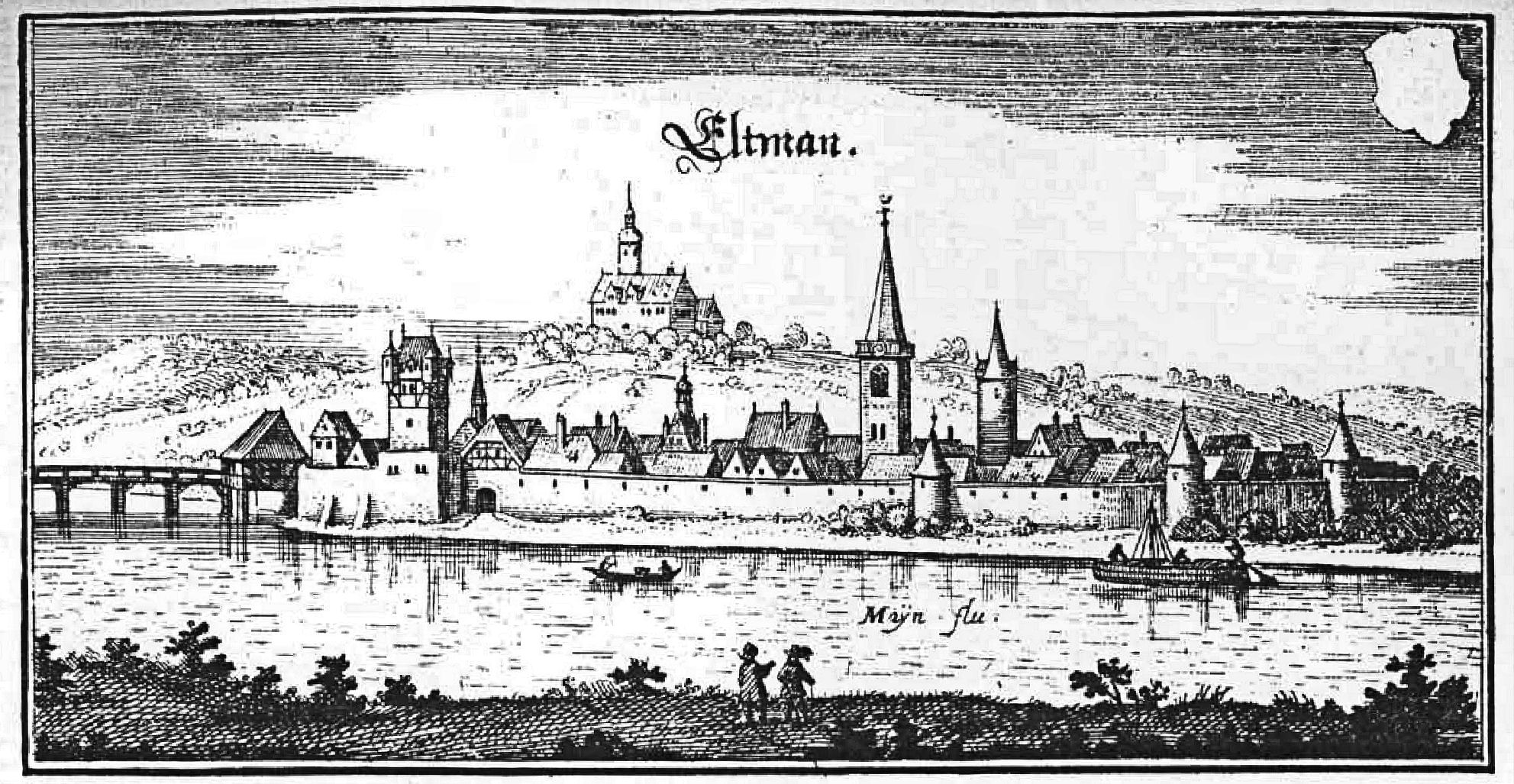
Die Burg über der Stadt Eltmann (Matthäus Merian: Topographia Franconiae, 1648)

Im Bauernkrieg wurde die Burg 1525 durch die Aufständischen beschädigt, anschließend aber wiederhergestellt. 1542 und 1552 kam es zu erneuten Verpfändungen. Ab 1570 diente die Veste nach der letztmaligen Pfandeinlösung als Amtssitz des Amtes Eltmann. Fürstbischof Julius Echter veranlasste Ende des 16. Jahrhunderts größere Umbauten, die durch die Ansichten von Meissner (1626) und Merian (1648) dokumentiert sind. Im Südwesten erhob sich der dreigeschossige Hauptbau mit  Satteldach und geschweiften Ziergiebeln. Der Bergfried war durch eine Kuppel mit hoher Laterne abgeschlossen. Im Norden standen niedrigere Wirtschaftsgebäude neben dem Tor. Der Wehrcharakter der Anlage war schon deutlich reduziert.
1777 verlegte das Hochstift den Amtssitz in den Saalhof in der Stadt. Die Burggebäude dienten anschließend als Steinbruch und sind bis auf den Bergfried und geringe Mauerreste verschwunden. Ende des 19. Jahrhunderts baute man den Bergfried als Aussichtsturm um.
Gegen Ende des Zweiten Weltkrieges wurde der Bergfried von den anrückenden amerikanischen Streitkräften beschossen, da man eine deutsche Scharfschützenstellung im Turm vermutete. Die Einschläge der beiden Granaten  sind noch zu erkennen.

## Beschreibung
Der annähernd quadratische Burgplatz ist durch einen umlaufenden Graben geschützt. Im Nordosten steht noch der hochmittelalterliche, etwa 28 Meter hohe Bergfried. Über einem abgeschrägten Sockel steigt das sauber verfugte Mauerwerk aus Buckelquadern mit Randschlag kreisrund empor. Auffallend ist das vollständige Fehlen von Zangenlöchern, die Steine wurden also möglicherweise noch mit dem älteren Hebewerkzeug Wolf gehoben. Die doppelte Mauerschale ist unten ungefähr zwei Meter stark, der Durchmesser des Turmes beträgt etwa acht Meter. Der Hocheingang liegt auf der Südseite in etwa elf Meter Höhe. Im 19. Jahrhundert brach man jedoch ebenerdig einen zweiten Zugang in das Mauerwerk, um das „Krautschtücht“ als Aussichtsturm zu nutzen. Der vorkragende Zinnenabschluss ist eine Ergänzung aus der Zeit um 1890. Eine Ansicht von 1626 (Meissner) zeigt den Turm mit Kuppelbedachung und hoher Spitzlaterne. Der Bergfried hatte ehemals durch Balkendecken vier Etagen. Im letzten Stockwerk beträgt die Mauerstärke nur noch 1,2 Meter. Die Turmstube wird durch vier Rundbogenfenster belichtet, an denen sich Sitzbänke befinden.
Der Turm kann bestiegen werden und ermöglicht eine Rundumsicht auf das Maintal, die Haßberge und den Steigerwald.
Die volkstümliche Bezeichnung „Krautstücht“ ist von der runden Form des Turmes abgeleitet, die an ein hölzernes Krautfass erinnert. Der Bergfried hatte ursprünglich keinen ebenerdigen Eingang. Auch ein „Stücht“ zum Einlegen von Kraut hat unten ähnlich wie ein Eimer keine Auslauföffnung.
Das alte Burgtor lag wohl im Norden vor dem Hauptturm. Auf dem etwas tiefer gelegene Plateau vor dem Zugang könnte ursprünglich eine Vorburg gestanden haben. Der Burgbrunnen mit seinem romantischen Brunnenhäuschen ist in seiner heutigen Form eine Ergänzung des 20. Jahrhunderts. Im Mittelalter soll dieser Brunnen etwa 30 Meter tief gewesen sein. Der rekonstruierte Brunnenschacht reicht nur ungefähr vier Meter hinab.
Von der Umfassungsmauer sind obertägig nur noch geringe Reste vorhanden.
Am Burgaufgang, der sogenannten Schlosssteige, wurde der alte Zugang 1985 durch den Heimatverein frei rekonstruiert. Die erhaltenen Sandsteinfiguren aus dem 16. bis 18. Jahrhundert und das Wappen der Familie Fuchs wurden dabei integriert.